# Glenis Willmott

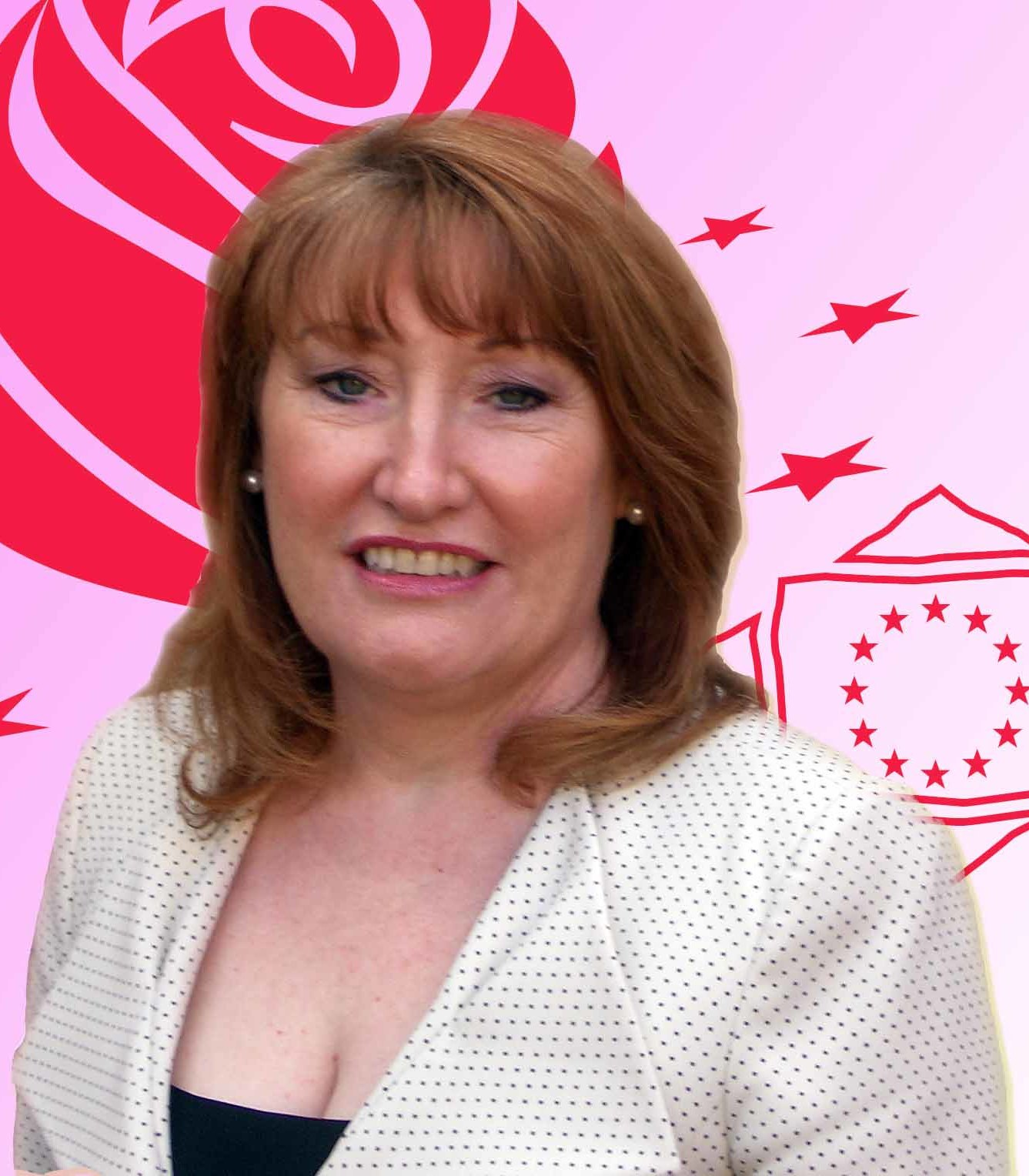
Glenis Willmott, 2008

Dame Glenis Willmott DBE (geborene Scott, * 4. März 1951 in Horden, County Durham) ist eine britische Politikerin der Labour Party.

## Leben
Willmott studierte an der Nottingham Trent University Medizintechnik. Von 1969 bis 1990 arbeitete sie für den National Health Service am King’s Mill und Mansfield Hospital. 1990 wurde sie für die britische Gewerkschaft GMB tätig. Als Nachfolgerin von Phillip Whitehead zog Willmott 2006 in das Europäische Parlament ein. 2015 wurde sie als Dame Commander des Order of the British Empire geadelt. 2017 verkündete sie ihren Rückzug aus dem Parlament und schied am 2. Oktober aus. Willmott ist verheiratet und wohnt in Leicestershire.

## EU-Parlamentarierin
In der Periode 2009 bis 2014 war Willmott Mitglied im Ausschuss für Umweltfragen, öffentliche Gesundheit und Lebensmittelsicherheit und in der Delegation im Gemischten Parlamentarischen Ausschuss EU-Kroatien.
Als Stellvertreterin war sie im Ausschuss für bürgerliche Freiheiten, Justiz und Inneres und in der Delegation für die Beziehungen zu den Vereinigten Staaten.